# Natação nos Jogos Olímpicos de Verão de 1988 - 200 m medley masculino
A competição dos 200 metros medley masculino da natação nos Jogos Olímpicos de Verão de 1988 foi disputada no dia 25 de setembro no  Jamsil Indoor Swimming Pool em Seul, Coreia do Sul.

## Medalhistas
| Ouro   | HUN Tamás Darnyi     |
| Prata  | GDR Patrick Kühl     |
| Bronze | URS Vadim Yaroshchuk |

## Recordes
Antes desta competição, os recordes mundiais e olímpicos da prova eram os seguintes:
| Tipo | Atleta             | Tempo   | Local                       | Data                 |
| ---- | ------------------ | ------- | --------------------------- | -------------------- |
|      | Tamás Darnyi (HUN) | 2:00.56 | Estrasburgo, França         | 23 de agosto de 1987 |
|      | CAN Alex Baumann   | 2:01.42 | Los Angeles, Estados Unidos | 4 de agosto de 1984  |

Os seguintes recordes mundiais ou olímpicos foram estabelecidos durante esta competição:
| Data           | Evento  | Atleta           | Tempo   | Notas           |
| -------------- | ------- | ---------------- | ------- | --------------- |
| 24 de setembro | Final A | HUN Tamás Darnyi | 2:00.17 | Recorde mundial |

## Resultados

### Eliminatórias
Regra: Os oito nadadores mais rápidos avançam à final A (Q), enquanto os oito seguintes, à final B (q).
| Pos. | Raia | Nadador                  | CON                          | Tempo   | Notas |
| ---- | ---- | ------------------------ | ---------------------------- | ------- | ----- |
| 1    | 8    | Tamás Darnyi             | HUN Hungria                  | 2:02.15 | Q     |
| 2    | 8    | Vadim Yaroshchuk         | URS União Soviética          | 2:02.77 | Q     |
| 3    | 6    | Patrick Kühl             | GDR Alemanha Oriental        | 2:03.77 | Q     |
| 4    | 6    | Mikhail Zubkov           | URS União Soviética          | 2:03.79 | Q     |
| 5    | 6    | Gary Anderson            | CAN Canadá                   | 2:04.00 | Q     |
| 6    | 8    | Raik Hannemann           | GDR Alemanha Oriental        | 2:04.03 | Q     |
| 7    | 8    | Peter Bermel             | FRG Alemanha Ocidental       | 2:04.18 | Q     |
| 8    | 7    | Robert Bruce             | AUS Austrália                | 2:04.31 | Q     |
| 9    | 7    | David Wharton            | USA Estados Unidos           | 2:04.64 | q     |
| 10   | 7    | Jens-Peter Berndt        | FRG Alemanha Ocidental       | 2:04.80 | q     |
| 11   | 7    | Christophe Bordeau       | FRA França                   | 2:04.95 | q     |
| 12   | 6    | Bill Stapleton           | USA Estados Unidos           | 2:05.32 | q     |
| 13   | 6    | Luca Sacchi              | ITA Itália                   | 2:05.45 | q     |
| 14   | 7    | Charalambos Papanikolaou | GRE Grécia                   | 2:05.53 | q     |
| 15   | 6    | John Davey               | GBR Grã-Bretanha             | 2:05.55 | q     |
| 16   | 7    | Neil Cochran             | GBR Grã-Bretanha             | 2:05.56 | q     |
| 17   | 8    | Rob Woodhouse            | AUS Austrália                | 2:05.87 |       |
| 18   | 6    | Roberto Cassio           | ITA Itália                   | 2:05.88 |       |
| 19   | 5    | Takahiro Fujimoto        | JPN Japão                    | 2:07.23 |       |
| 20   | 6    | Gary O'Toole             | IRL Irlanda                  | 2:07.77 |       |
| 21   | 8    | Darren Ward              | CAN Canadá                   | 2:07.84 |       |
| 22   | 5    | Satoshi Takeda           | JPN Japão                    | 2:08.11 |       |
| 23   | 7    | József Szabó             | HUN Hungria                  | 2:09.08 |       |
| 24   | 5    | Javier Careaga           | MEX México                   | 2:09.38 |       |
| 25   | 5    | Rodrigo González         | MEX México                   | 2:09.52 |       |
| 26   | 4    | Júlio César Rebolal      | BRA Brasil                   | 2:09.62 |       |
| 27   | 5    | Eðvarð Þór Eðvarðsson    | ISL Islândia                 | 2:10.18 |       |
| 28   | 4    | Diogo Madeira            | POR Portugal                 | 2:10.21 |       |
| 29   | 5    | Renato Ramalho           | BRA Brasil                   | 2:10.32 |       |
| 30   | 4    | René Concepcion          | PHI Filipinas                | 2:10.37 |       |
| 31   | 5    | Xie Jun                  | CHN China                    | 2:10.52 |       |
| 31   | 5    | Martín López-Zubero      | ESP Espanha                  | 2:10.52 |       |
| 33   | 4    | Sidney Appelboom         | BEL Bélgica                  | 2:10.55 |       |
| 34   | 4    | David Lim Fong Jock      | SIN Singapura                | 2:11.57 |       |
| 35   | 3    | Lee Jae-soo              | KOR Coreia do Sul            | 2:11.88 |       |
| 36   | 8    | Sergio López Miró        | ESP Espanha                  | 2:13.48 |       |
| 37   | 3    | Richard Sam Bera         | INA Indonésia                | 2:13.90 |       |
| 38   | 4    | Wirmandi Sugriat         | INA Indonésia                | 2:13.93 |       |
| 39   | 3    | Hakan Eskioğlu           | TUR Turquia                  | 2:14.32 |       |
| 40   | 4    | Yip Hor Man              | HKG Hong Kong                | 2:14.65 |       |
| 41   | 3    | Desmond Koh              | SIN Singapura                | 2:14.77 |       |
| 42   | 2    | Sultan Al-Otaibi         | KUW Kuwait                   | 2:15.63 |       |
| 43   | 3    | Eric Greenwood           | CRC Costa Rica               | 2:15.64 |       |
| 44   | 2    | Horst Niehaus            | CRC Costa Rica               | 2:16.16 |       |
| 45   | 3    | Jonathan Sakovich        | GUM Guam                     | 2:16.70 |       |
| 46   | 2    | Kraig Singleton          | ISV Ilhas Virgens Americanas | 2:16.93 |       |
| 47   | 2    | Graham Thompson          | ZIM Zimbabwe                 | 2:17.06 |       |
| 48   | 3    | Arthur Li Kai Yien       | HKG Hong Kong                | 2:17.10 |       |
| 49   | 2    | Tsai Hsin-yen            | TPE Taipé Chinês             | 2:17.95 |       |
| 50   | 1    | Vaughan Smith            | ZIM Zimbabwe                 | 2:18.07 |       |
| 51   | 2    | Chiang Chi-li            | TPE Taipé Chinês             | 2:18.76 |       |
| 52   | 2    | Mouhamed Diop            | SEN Senegal                  | 2:20.74 |       |
| 53   | 1    | Mohamed Bin Abid         | UAE Emirados Árabes Unidos   | 2:29.08 |       |
| 54   | 2    | Bruno N'Diaye            | SEN Senegal                  | 2:29.18 |       |
| 55   | 1    | Mohamed Abdullah         | UAE Emirados Árabes Unidos   | 2:31.44 |       |
| 56   | 1    | Rami Kantari             | LIB Líbano                   | 2:34.53 |       |
| 058  | 3    | Patrick Concepcion       | PHI Filipinas                | DNS     |       |
| 058  | 8    | Jan Bidrman              | SWE Suécia                   | DNS     |       |

### Finais

#### Final B
| Pos. | Raia | Nadador                  | CON                    | Tempo   | Notas |
| ---- | ---- | ------------------------ | ---------------------- | ------- | ----- |
| 9    | 4    | David Wharton            | USA Estados Unidos     | 2:03.05 |       |
| 10   | 1    | John Davey               | GBR Grã-Bretanha       | 2:04.17 |       |
| 11   | 8    | Neil Cochran             | GBR Grã-Bretanha       | 2:05.44 |       |
| 12   | 3    | Christophe Bordeau       | FRA França             | 2:05.51 |       |
| 13   | 2    | Luca Sacchi              | ITA Itália             | 2:05.68 |       |
| 14   | 7    | Charalambos Papanikolaou | GRE Grécia             | 2:06.61 |       |
| 15   | 5    | Jens-Peter Berndt        | FRG Alemanha Ocidental | 2:06.76 |       |
| 16   | 6    | Bill Stapleton           | USA Estados Unidos     | 2:06.82 |       |

#### Final A
| Pos.              | Raia | Nadador          | CON                    | Tempo   | Notas           |
| ----------------- | ---- | ---------------- | ---------------------- | ------- | --------------- |
| Medalha de ouro   | 4    | Tamás Darnyi     | HUN Hungria            | 2:00.17 | Recorde mundial |
| Medalha de prata  | 3    | Patrick Kühl     | GDR Alemanha Oriental  | 2:01.61 |                 |
| Medalha de bronze | 5    | Vadim Yaroshchuk | URS União Soviética    | 2:02.40 |                 |
| 4                 | 6    | Mikhail Zubkov   | URS União Soviética    | 2:02.92 |                 |
| 5                 | 1    | Peter Bermel     | FRG Alemanha Ocidental | 2:03.81 |                 |
| 6                 | 8    | Robert Bruce     | AUS Austrália          | 2:04.34 |                 |
| 7                 | 7    | Raik Hannemann   | GDR Alemanha Oriental  | 2:04.82 |                 |
| 8                 | 2    | Gary Anderson    | CAN Canadá             | 2:06.35 |                 |